# Выборненовка
Выборненовка — деревня в Любинском районе Омской области. В составе Центрально-Любинского сельского поселения.

## История
Основана в 1903 г. В 1928 г. посёлок Выборненовский состоял из 66 хозяйств, основное население — чуваши. В составе Помагаевского сельсовета Любинского района Омского округа Сибирского края.

## Население
| 2010 |
| ---- |
| 18   |